# Centre històric de Calafell
El centre històric de Calafell és una obra del municipi de Calafell (Baix Penedès) protegida com a bé cultural d'interès local.

## Descripció
Municipi format per tres nuclis principals: Calafell, Segur de Calafell i la Platja de Calafell. El més antic és Calafell, el qual se situa dalt d'un petit turó, a uns 46 metres d'altitud i al 1.5 kilòmetres de la costa. El poble es desenvolupà sota el turò, al voltant del castell i de l'església de la Santa Creu, fins a formar el nucli actual.

## Història
El lloc és documentat el 999 quan l'Espluga de Calafell era el límit occidental d'unes terres que els comtes Ramon Borrell i Ermessenda van vendre a Gombau Besora. Les terres de Calafell eren aleshores del terme de Castellet, cosa que fou la base d'un plet entre Bernat Otger, senyor de Castellet i l'abat de Sant Cugat del Vallès que posseïa Santa Oliva. El 1076, Rotllan Bernat, fill de Bernat Otger, vengué la meitat del terme de Castellet a Ramon Berenguer I, en la venda quedaven compresos el castell i l'església de Calafell. El primer fogatjament conegut que fa referència a Calafell (1358) registrà 44 focs, el de 1376 n'enregistrà 45 que pertanyien als Castellbisbal. Aquesta família endeutada i malvista va vendre els seus drets jurisdiccionals. Foren adquirits per Guerau de Palou. Els Palou ajudaren a Joan II en la guerra contra la Generalitat. En aquest temps Calafell havia decaigut molt, en 1553 la xifra de focs era només de 21. La Guerra dels Segadors arribà a Calafell on les forces franceses al servei de les institucions catalanes acantonades a Vilanova, posen les seves guardes avançades. En 1650 una epidèmia de pesta bubònica atacà Calafell.
A partir del segle xviii es produeix un gran avenç demogràfic, la causa fou la plantació de noves vinyes per la producció d'aiguardents i vi encaminats a l'exportació. La població es veié de nou reduïda a causa de la guerra de la Independència, la invasió dels Mil Fills de Sant Lluís i la Primera Guerra Carlina.
A finals del segle xviii van començar a assentar-se vora mar alguns pescadors, tot donant origen al nucli de la Platja. A mitjans del segle xx, el turisme va substituir la pesca en aquest nucli.
L'any 1947 va néixer el nucli de Segur de Calafell a la finca coneguda com a Quinta de Sant Miquel de Segur. El projecte inicialment era el d'una urbanització de vacances però gràcies a la creació d'una estació de tren aquesta va prosperar molt. Actualment té un perfil més residencial que en el seu origen i és el més poblat dels tres nuclis de Calafell.